# Гламочани (Србац)
Гламочани су насељено мјесто у општини Србац, Република Српска, БиХ. Према попису становништва из 2013. у насељу је живјело 567 становника. Налази се на сјеверу Лијевча поља, уз лијеву обалу ријеке Врбас. Гламочани представљају центар свих источних лијевчанских села општине Србац, чији се ужи центар назива Разбој. У Гламочанима постоји основна школа "Доситеј Обрадовић“. Културно умјетничко друштво "Младост". У Гламочанима је рођен и знаменити југословенски глумац Угљеша Којадиновић. Недалеко се налази познати резерват Бардача са 11 језера.

## Географија
Гламочани се налазе на кординатама: 45°04′25″N 17°26′50″E.
Граничи се са селима: Бардачом и Бајинцима (на сјеверу),Дугим Пољем и Горњим Кладарима (на западу),
Повеличем и Пријебљезима (на истоку, преко ријеке Врбас)
и уском границом на југу са Разбојом Лијевчанским (познатим као Мали Разбој).
Због свог погодног положаја представља центар Лијевчанских села, чији је ужи центар познат под називом Разбој.
Разбој се налази на прометној магистрали Нова Топола-Србац-Дервента, као и на истој магистрали која повезује Лакташе и Србац.
У Разбоју, тј. центру Гламочана налази се и мост преко ријеке Врбас.
На сјеверу Гламочана тече канал Осорна-Борна-Лијевчаница, на истоку ријека Врбас, а недалеко се налази ушће ријеке Врбас у Саву.
Општински центар Србац је удаљен 11 км, Лакташи 20 км, а Градишка и гранични прелаз са Хрватском 18 км.

## Становништво
| Демографија | Демографија | Демографија |
| Година      | Становника  | Становника  |
| ----------- | ----------- | ----------- |
| 1948.       | 882         |             |
| 1953.       | 823         |             |
| 1961.       | 506         |             |
| 1971.       | 589         |             |
| 1981.       | 608         |             |
| 1991.       | 617         |             |
| 1993.       | 627         |             |
| 2013.       | 567         |             |

## Знамените личности
- Угљеша Којадиновић, српски глумац
- Остоја Јанковић, српски пјевач